# Médina (Dakar)
Pour les articles homonymes, voir Médina.
Médina est l'une des 19 communes d'arrondissement de la ville de Dakar (Sénégal). Elle fait partie de l'arrondissement de Dakar Plateau. Ce quartier populaire est situé dans la partie sud de la capitale, limitrophe de Dakar-Plateau.

## Géographie
Située au nord-ouest de Dakar-Plateau, la Médina en est séparée par l'avenue Malick Sy de l'anse des Madeleines à l'autoroute A1. Au sud la commune est bordée par le littoral de l'anse des Madeleines au Canal 4. A l'Ouest, le boulevard de Gueule Tapée, marque la limite avec Gueule Tapée-Fass-Colobane. Au nord, elle s'étend jusqu'à la rue 34, au mur de la caserne de Colobane, puis l'autoroute A1 la sépare de Hann Bel-Air.

## Histoire
La naissance du quartier intervient en août 1914, alors qu'une épidémie de peste atteint la ville, les populations autochtones du Plateau sont déplacées vers Xuru Xan (dépression de Xan) dans un village baptisé à l'origine Ponty-Ville en référence au gouverneur William Ponty. C'est l'imam El Hadj Malick Sy qui baptise le village Madinatoul Mounawara ou Médine, du nom de la deuxième ville sainte de l'Islam.

## Administration et quartiers
La commune d'arrondissement est constituée de plusieurs quartiers dont : Aurevoir, Gouye Mariama Layène, Ngaraff, Santhiaba, Kaye Ousmane Diène, Gouye Salane, Diecko, Mbakeunde, Thiedème, Thierigne, Abattoirs et Gibraltar.

Situation de la Médina.

| Période     | Identité                  | Parti | Coalition             |
| ----------- | ------------------------- | ----- | --------------------- |
| 1996 - 2001 | El Hadji Ameth Diène      | PS    |                       |
| 2002 - 2009 | Pape Momar Diop           | PDS   |                       |
| 2009 - 2014 | Birame Sassoum Sy         | PS    | Benno siggil Senegaal |
| depuis 2014 | Cheikh Ahmadou Bamba Fall | PS    | Taxawu Dakar          |

## Lieux de cultes
La Médina compte plusieurs mosquées : Sérigne Ababacar Sy, Diack Bambara, Gibraltar 1, Gibraltar 2, Thieurigne, Santhiaba, Ngaraff, Stade Iba Mar Diop, Diécko, Laminou Diagne (Pinth Gouye Mariama), Seydou Nourou Tall (rue 6), Rue 11 (Ousmane Diène), Gouye Mariama Layène.

## Sports
Le stade Iba-Mar-Diop se trouve avenue Blaise Diagne.

## Économie
Le marché Soumbédioune se trouve dans la commune de la Médina.

## Médias
- Le siège de la Radio Télévision Sénégalaise se trouve avenue Malick Sy, commune de Médina.
- La Radio Futurs Médias (FM 94.0) est établie rue 15.
- la Maison de la Presse est localisée sur la Corniche Ouest.
- Agence de presse sénégalaise

## Personnalités

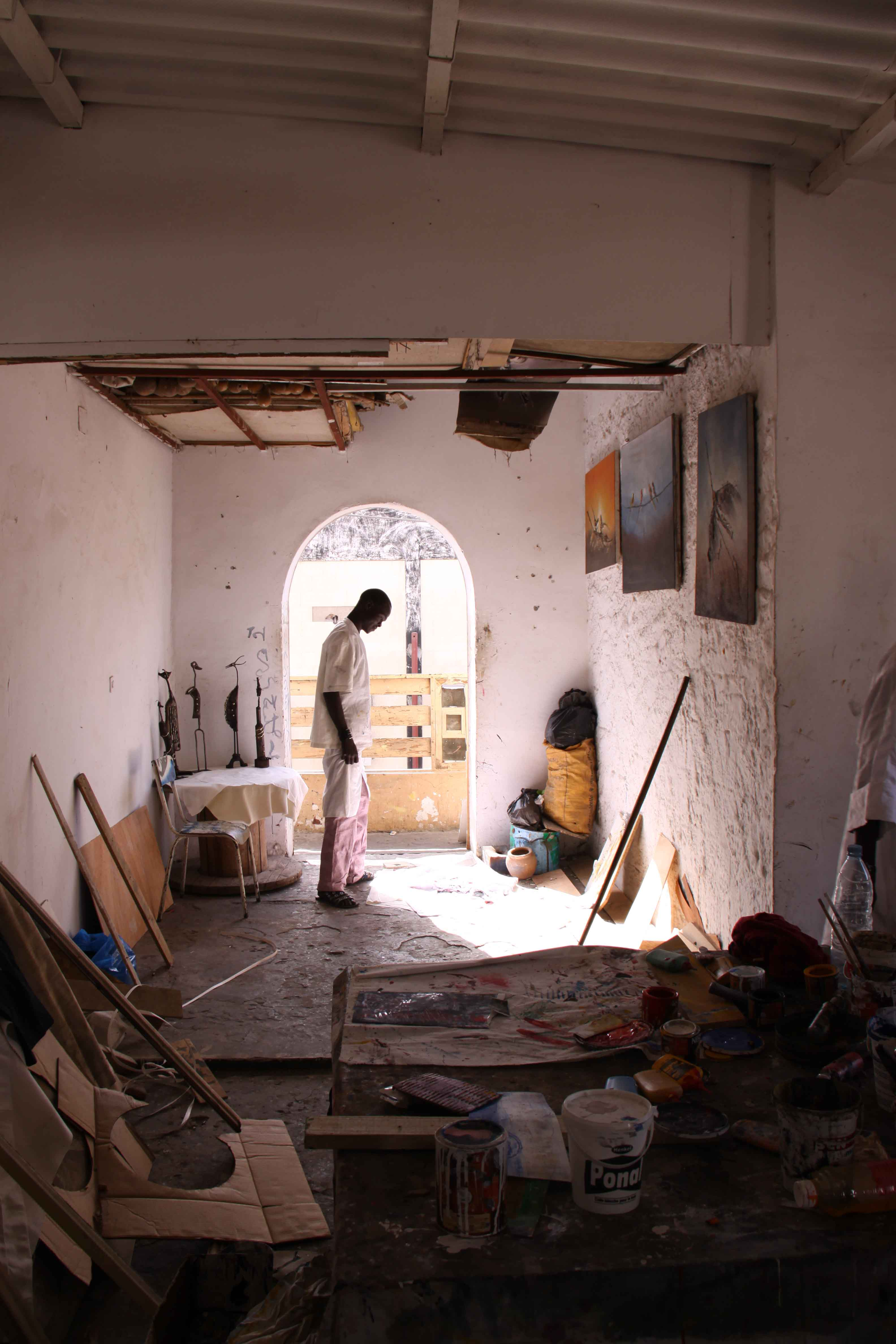
Atelier d'artiste peintre (Espace Medina).

Bon nombre d'artistes sénégalais sont originaires du quartier de la Medina, tels que Youssou N'Dour, Omar Pène ou le groupe Daara J et Sen kumpe. Le peintre Fdé Camara y est né en 1958.
Gamou Ndiaye : champion d'Afrique de Molkky en 2016

### Filmographie
- Les Pileuses de la Médina, film documentaire de El Hadji Samba Sarr,  Sénégal, 1999